# Kolomațke
Kolomațke (în ucraineană Коломацьке) este localitatea de reședință a comunei Kulîkove din raionul Poltava, regiunea Poltava, Ucraina.

## Demografie
Componența lingvistică a localității Kolomațke
     Ucraineană (94,59%)
     Rusă (5,41%)
Conform recensământului din 2001, majoritatea populației localității Kolomațke era vorbitoare de ucraineană (94,59%), existând în minoritate și vorbitori de rusă (5,41%).